# 埃曼努爾 (安哈特-克滕)
安哈特-克滕的埃曼努爾（德語：Emanuel von Anhalt-Köthen，1631年10月6日—1670年11月8日），安哈特-普勒茨考親王奧古斯特的幼子，1665年至1670年擔任安哈特-克滕親王。

## 家庭
1670年3月，埃曼努爾和斯托貝格-維尼格羅德的安娜·艾蕾諾爾結婚，同年11月埃曼努爾於克滕去世。隔年其遺腹子埃曼努爾·萊布雷希特出生，由母親攝政。